# Potentilla nervosa
Potentilla nervosa là loài thực vật có hoa trong họ Hoa hồng. Loài này được Juz. miêu tả khoa học đầu tiên năm 1941.